# Trichonectria horrida
Trichonectria horrida är en lavart som beskrevs av Samuels 1988. Trichonectria horrida ingår i släktet Trichonectria och familjen Bionectriaceae.   Inga underarter finns listade i Catalogue of Life.